# Алматинское хореографическое училище имени А. Селезнёва
Алматинское хореографическое училище имени Александра Селезнева (основано в 1934 году как музыкально-хореографическая школа), (сокр. АХУ имени А. Селезнёва) - первое в Республике Казахстан профессиональное учебное заведение - первая казахская балетная профессиональная школа, которая на протяжении более 90 лет дает базовое хореографическое образование артистам балета и артистам ансамбля танца.
C 1988 года носит название народного артиста Казахской ССР — Александра Владимировича Селезнева.

## История
История возникновения учебного заведения началась с 1934 года, когда в Казахской ССР открывались первые театры, где требовались профессиональные балетные кадры. Первый состав учеников состоял из 32 способных воспитанников детских домов и располагался на базе детского дома № 13 по улице Сибирской, 37, городе Алма-Ата. Открытие первой профессиональной балетной школы утверждено Постановлением Совета Народных Комиссаров Казахской ССР от 2 января 1934 года.
Первый состав педагогов — основоположников состоял из деятелей русской балетной школы — А. Александров, Л. Молодяшин, М. Шатловский, М. Мроз, А. Гнетько, З. Плужникова, В. Николаев, Д. Гаццина, концертмейстеры О. Мануйлова, Л. Шаврина, М. Гольцев, во главе Александр Артемьевич Александров (Мартиросьян) (1891—1955) — первый художественый руководитель.
Особо значимую роль в становлении балетного образования в Казахской ССР внес Народный артист Казахской ССР — Александр Владимирович Селезнев (1906—1961), который в течение 20 лет являлся художественным руководителем и педагогом, хореографом-постановщиком. Сам он являлся артистом балета, ведущим солистом Казахского государственного академического театра оперы и балета имени Абая. В его репертуаре ведущие партии классического наследия: Зигфрид («Лебединое озеро»), Гирей («Бахчисарайский фонтан»), Марцелина и Колен («Тщетная предосторожность»), Петр I («Медный всадник»), Клод Фролло («Эсмеральда»). В это же время он одновременно участвовал в образовательной деятельности в качестве преподавателя, где передавал свой профессиональный опыт юным дарованиям.
Селезнев является основоположником системы хореографического образования Казахстана, построенной по программам и учебным планам Ленинградского и Московского хореографических училищ.
Он осуществил 17 выпусков хореографического училища, и воспитал целую плеяду артистов балета, ставших ведущими мастерами хореографического искусства Казахстана — Сара Кушербаева, Заурбек Райбаев, Сания Тулусанова, Гани Акжанов и др.
Всей своей жизнью А. Селезнев преподал своим ученикам главный урок — быть беззаветно преданным искусству балета. В дань его светлой памяти Постановлением Совета Министров Казахской ССР от 2 февраля 1988 года Алма-Атинскому хореографическому училищу было присвоено имя Александра Владимировича Селезнева.
В 1938 году Постановлением Совета Народных Комиссаров от 3 мая № 419 «О реорганизации учебных заведений по подготовке кадров искусства», первая балетная школа была преобразована в самостоятельное учебное заведение — Хореографическое училище.
В 1942 году состоялся первый выпуск хореографического училища, который почти весь ушел на фронт. В этот период с выпускниками работала Галина Уланова (1910—1998) Народная артистка СССР, которая была эвакуирована из Москвы в Алма-Ату, и работала в Казахском государственном академическом театре оперы и балета имени Абая.
Яркими страницами в истории становления и развития хореографического образования в Казахстане ознаменовались 1950-60-е годы: становление системы преподавания национального казахского танца, основоположником которой является великая казахская танцовщица, интерпретатор и создатель многих национальных танцев мира, Народная артистка Казахской ССР — Шара Баймолдакызы Жиенкулова (1912—1991), ею было организовано народное отделение с 4-х годичным обучением по специальности «Артист ансамбля народного танца». Шара Жиенкулова подняла на высокий уровень преподавание и изучение школы казахского танца, создала методику преподавания этой дисциплины.
С 1975 по 1986 год руководство училищем приняла Народная артистка Казахской ССР — Сара Идрисовна Кушербаева, ею был повышен уровень преподавания, позволивший стать одним из сильных хореографических училищ в СССР. Во время ее руководства училище сотрудничает с лучшими хореографическими учебными заведениями Москвы, Ленинграда, Новосибирска, Перми и других союзных республик. Начинают появляться первые Лауреаты Всесоюзных и Международных конкурсов: Наталья Чеховская — Народная артистка России, Надежда Грачева — Народная артистка России, Дмитрий Тубольцев — солист Большого театра, Алла Бураканова.
Формированию национально-исполнительского стиля и созданию академического репертуара, основанного на лучших образцах классического балетного наследия принимали участие целые поколения педагогов школы. Они внесли большой вклад в обучение и воспитание будущих артистов балета и артистов ансамбля танца. Это: Р. Ельчибекова, И. Олзоева, Габитова Алиса Гайнульевна, Л. Таганов, А. Асылмуратов (Заслуженный артист Казахской ССР), А. Тулекова, Ж. Тастанова, М. Ахмедиева, В. Степанова, И. Учаева, Х. Базарбаев, В. Бурцев, К. Жакипова (Отличник образования РК, знак «Ы.Алтынсарин»), С. Наурызбаева (Отличник образования РК, знак «Ы.Алтынсарин»), Р. Курпешева (Кавалер Ордена «Курмет»), Е. Усин, А. Джалилов (Заслуженный артист Казахской ССР), К. Андосов, Д. Накипов, Г. Сидорова, А. Исмаилов (Заслуженный артист Казахской ССР), Г. Горская, Т. Парпибаева, С. Войцеховская, В. Лукомский, О. Шубладзе, А. Амангельдина, Э. Мальбеков (Заслуженный артист Казахской ССР), Т. Мальбекова, Р. Унгарова (Заслуженный артист Казахской ССР), И. Ахметшин, М. Мунтин, Б. Валиев, Ф. Койгельдинова, М. Тиранова, А. Алишева (Заслуженный деятель РК), Б. Сулеева, А. Тати (Заслуженный деятель РК), А. Акбарова (Заслуженная артистка РК), Г. Бейсенова, О. Воеводина (Почетный работник образования РК), С. Косманов (Почетный работник образования РК, ҚР мәдениет қайраткері), и ряд других.
Одним из значимых периодов истории хореографического училища является деятельность Заслуженного деятеля РК — Булата Михайловича Джантаева (1989—1998, 2006—2007). Под его руководством в Казахстане впервые стали проводиться Республиканские и Международные хореографические конкурсы. В 1994 году на базе Алматинского хореографического училища, по инициативе Б. Джантаева, была создана Высшая школа хореографии (ныне факультет «Хореографии» Казахской Национальной академии искусств им. Т. Жургенова) по подготовке педагогов-хореографов и балетмейстеров.
Особый вклад в развитие с 2007 по 2011 год АХУ им. А. Селезнева внесен директором — Карлыгаш Ибрайхановной Мурзахановой , Заслуженный деятель РК, кандидат филологических наук, доцент. Впервые в истории балетного искусства, в 2008 году, на базе Училища был организован Международный конкурс хореографических учебных заведений «Өрлеу» («Восхождение»), который с 2018 года вошел в Международную Федерацию балетных конкурсов, президентом которой является легендарный Юрий Григорович, Народный артист СССР. Международный балетный конкурс «Орлеу» регулярно проводится с периодичностью раз в 2 года.
В 2015 году директором Алматинского хореографического училища им. А. Селезнева назначена Заслуженный деятель РК, Почетный работник образования, кандидат педагогических наук, доцент Калиева Ая Жакеновна. Период руководства Училищем Калиевой А. Ж. отмечен яркими событиями, среди которых торжественное открытие мемориального бюста основоположника хореографического искусства, Народного артиста КазССР — Александра Селезнева и открытие музея истории Алматинского хореографического училища имени А. Селезнева. В результате активной издательской деятельности, по инициативе А. Калиевой, были выпущены книги, посвященные выдающимся деятелям балетного искусства: Булату Джантаеву, Рамазану Бапову, Саре Кушербаевой, Гайникамал Бейсеновой, Адалят Акбаровой. Издана учебно-методическая литература, сборники статей международных конференций, видеопособия по истории танцевального искусства и хореографического образования Республики Казахстан, диски с записями концертных номеров. Вышел в свет фундаментальный труд — Альманах «Қазақстан хореографиясының алтын бесігі», издание, в котором содержится история развития Училища от истоков до сегодняшнего дня.
В 2017 году Алматинскому хореографическому училищу им. А. Селезнева присвоен статус международного аккредитованного учебного заведения в области хореографического образования и выдан сертификат, подтверждающий прохождение институциональной и специализированной аккредитации.

## Структура образования
Алматинское хореографическое училище им. А. Селезнева готовит специалистов — исполнителей, артистов балета, артистов ансамбля танца и дает среднее профессиональное образование в области хореографического искусства. Образовательный процесс осуществляется на трех отделениях — специальных дисциплин (классический танец, народно-сценический танец, дуэтно-классический танец, казахский танец, современная хореография, восточный танец и др.), общепрофессиональных (музыкально — теоретически дисциплины: фортепиано, история балета, музыкальная литература, актерское мастерство и др.) и общеобразовательных дисциплин.
Сценическая практика проходит как в учебном театре училища имени Шары Жиенкуловой, так и на основных базах профессиональной практики — Казахского национального академического театра оперы и балета имени Абая, а также Государственного академического театра танца под руководством Б. Аюханова.

## Руководство
Первый директор училища до 1938 года был Гуизар Даржакович Жасакбаев.
- Демченко Андрей Моисеевич (1938—1941)
- Круглыхин Иван Васильевич (1941—1944)
- Ахметов Габдулгали Темиргалиевич (1944—1951)
- Баянов Хамза Баянович (1951—1956)
- Еркимбеков Жексенбек Еркимбекович (1951—1958)
- Тулекова (Бармакова) Асия Кененбаевна (1958—1966)
- Жиенкулова Шара Баймолдакызы (1966—1975)
- Кушербаева Сара Идрисовна (1975—1986)
- Мальбеков Эдуард Джабашевич (1986—1989)
- Джантаев, Булат Михайлович (1989—1998; 2006—2007)
- Мирсеидов Улан Атауллаевич (1998—2003)
- Унгарова Райхан Исназаровна (2003—2006)
- Мурзаханова Карлыгаш Ибрайхановна (2007—2011)
- Андаспаев Талгат Абжапарович (2011—2013)
- Базарбаева Гульмира Нурсеитовна(2013—2015)
- Калиева Ая Жакеновна (2015—2018)
- Досбатыров Даулет Курмангалиевич (2019—2021)
- Тукеев Мурат Орындыкбаевич (и. о.) (2021-2025)
- Калиева Ая Жакеновна (с 2025)

## Музей
Музей Алматинского хореографического училища им. А. Селезнева был создан по инициативе педагогов-энтузиастов хореографического училища — Э. А. Темирбекова, Л. Л. Дмитриева, Э. Х. Чанышева, Э. Г. Есырева, С. Н. Лазаренко.
Архив музея отражает основные этапы истории развития и становления хореографического искусства Казахстана. В нём хранятся, экспонируются и систематизируются исторические фотографии, кино и архивные материалы о жизни и творчестве ведущих деятелей балетного искусства республики. Фонды Музея предоставляются для написания научно-исследовательских статей, диссертаций. Многие материалы Музея эксклюзивны и представляют собой достояние культурного наследия казахстанской хореографии. Дальнейшим развитием музея в разные годы занимались ведущие искусствоведы Казахстана и педагоги училища — Лидия Петровна Сарынова, Ольга Борисовна Шубладзе, Садыкова Анвара Ариповна, Флюра Мусина.
В 2016 году была проведена качественная модернизация музея, связанная с обновлением его концепции, тематико-экспозиционного плана, архитектурно-художественного решения. На обозрение представлены эксклюзивные концертные костюмы знаменитых казахстанских исполнителей, афиши, документы довоенных лет, свидетельствующие о значимых мероприятиях, в которых звучит гордое имя Училища, благодарственные письма, фотографии разных периодов из жизни педагогов-мэтров хореографии.
Сегодня музей истории Училища — значимое и символическое место, где проходят встречи ветеранов казахстанского балета, гости и любители балета знакомятся с историей становления и развития первой балетной школы Казахстана.